# Gaetano Badalamenti
Gaetano Badalamenti (* 14. September 1923 in Cinisi, Sizilien, Italien; † 29. April 2004 in Ayer, Massachusetts, USA) war ein hochrangiges Mitglied der sizilianischen Cosa Nostra. Zeitweise galt er als mächtigster Mann der Organisation.

## Leben

### Frühe Jahre und Aufstieg in der Mafia

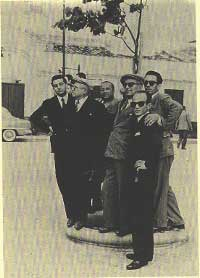
Links nach rechts: Leonardo Pandolfo, Cesare Manzella, Luigi und Masi Impastato, Sarino und Gaetano Badalamenti (1952)

Gaetano „Tano“ Badalamenti, später auch bekannt als Don Tano, wurde als jüngstes von fünf Kindern geboren. Als junger Mann diente er während des Zweiten Weltkrieges in der italienischen Armee und desertierte vor der Landung der Alliierten auf Sizilien 1943. 1946 wurde er zum ersten Mal verhaftet und u. a. wegen Mordes angeklagt, woraufhin er in die USA floh. Dort wurde er 1950 verhaftet und sofort nach Italien ausgeliefert. Die Anklagen gegen ihn verliefen sich wegen mangelnder Beweise. In der Mafiafamilie von Cinisi machte er schnell Karriere und wurde ihr neuer Boss, nachdem sein Vorgänger, Cesare Manzella, im April 1963 im Ersten Mafiakrieg durch eine Autobombe zu Tode gekommen war.
Badalamenti war, anders als die meisten Mafiosi in dieser Zeit, nicht unvermögend und verdiente viel Geld mit seinen legalen Geschäften, vor allem mit seinen Bauunternehmen. Dies wurde unter anderem auch dadurch ermöglicht, dass der Flughafen von Palermo, Punta Raisi, sich auf dem Territorium seiner Mafiafamilie befand. Die Familie von Cinisi exportierte von diesem Flughafen aus auch Heroin in die USA.
Als sich Ende der 1960er Jahre die Mafia neu formierte, war Badalamenti bereits einer der wichtigsten Bosse. Im provisorischen Triumvirat von 1970 bis 1974 leitete er gemeinsam mit Stefano Bontade, dem jungen Boss der traditionell wichtigen palermitanischen Familie von Santa Maria di Gesù, und Luciano Liggio, dem Boss der Corleonesi, die Cosa Nostra. In dieser Zeit war Badalamenti der wohl mächtigste Mann der Cosa Nostra und organisierte eine Reihe von Bombenanschlägen auf Justizpaläste und andere öffentliche Einrichtungen. Auch wurde auf Befehl von „Don Tano“ 1971 der Generalstaatsanwalt von Palermo, Pietro Scaglione, ermordet. Dies alles geschah angeblich, um die wiedergewonnene Stärke der Cosa Nostra zu demonstrieren.
Badalamenti war auch derjenige, der Ende der 1970er Jahre den Mord an dem linken Aktivisten Giuseppe „Peppino“ Impastato anordnete, der sich in den vorangegangenen Jahren immer wieder öffentlich gegen die korrupte christdemokratische Partei und die Mafia gewandt hatte.

### Drogenhandel und Abstieg
Anfang der 1970er Jahre baute Badalamenti als einer der ersten den Drogenhandel in die USA auf. Dies tat er über den Flughafen Punta Raisi und ohne die anderen Bosse zu informieren. Diese erfuhren jedoch davon und folgten bald seinem Beispiel. Anfang 1974 wurde auf Badalamentis Initiative hin die Kommission wiedererrichtet, um die Cosa Nostra zu leiten. Er selbst ließ sich zu ihrem Repräsentanten wählen, mit Liggio als seinem Berater und Bontade als seinem Vizerepräsentanten.
Badalamentis Macht schwand im Laufe der 1970er Jahre und sein Prestige innerhalb der Cosa Nostra nahm ab. Im Bündnis mit Bontade und Salvatore Inzerillo, Boss der Mafiafamilie von Passo di Rigano, dominierte er jedoch immer noch einen Teil der Cosa Nostra. Der andere Teil der Cosa Nostra wurde von den zunehmend mächtigeren Corleonesi um Liggio, Salvatore Riina und Bernardo Provenzano dominiert. Nach der Verhaftung Liggios 1974 leitete Riina die Corleonesi. 1977 wurde Badalamenti als Vorsitzender der Kommission abgewählt und durch den engen Verbündeten der Corleonesi, Michele Greco (Spitzname „Der Papst“), ersetzt. Das Bündnis Badalamenti-Bontade-Inzerillo musste in der Folge weitere Rückschläge im Machtkampf mit den Corleonesi hinnehmen. Ende 1977 wurde Don Tano Badalamenti auf Betreiben der Corleonesi sogar aus der Cosa Nostra ausgeschlossen. Die offizielle Begründung hierfür ist unklar. Badalamenti hielt sich danach in Spanien, Brasilien und den USA auf und verdiente weiter am Drogenhandel über die sogenannte Pizza Connection mit. Im Zweiten Mafiakrieg von 1981 bis 1983 wurden Badalamentis Verbündete Bontade und Inzerillo ermordet und die Corleonesi errangen die unangefochtene Macht. Badalamenti ging davon unbeeindruckt weiter seinen Geschäften nach. 1985 schließlich, im Zuge der Ermittlungen gegen die Pizza Connection, wurde Badalamenti gemeinsam mit seinem Neffen in Madrid verhaftet. Für den Heroinhandel und wegen Mordes verurteilt, trat Badalamenti eine lebenslange Freiheitsstrafe an. Im Alter von 80 Jahren starb er im Gefängniskrankenhaus an Herzversagen.

## Film
- Marco Tullio Giordana: 100 Schritte (I cento passi), 2000